# Princesa
Princesa est une ville brésilienne située dans la mésorégion Ouest de Santa Catarina, dans l'État de Santa Catarina.

## Géographie
Princesa se situe par une latitude de 26° 26′ 31″ sud et par une longitude de 53° 35′ 54″ ouest, à une altitude de 588 mètres.
Sa population était de 2 758 habitants au recensement de 2010. La municipalité s'étend sur 86 km2.
Elle fait partie de la microrégion de São Miguel do Oeste, dans la mésorégion Ouest de Santa Catarina.

## Administration
La municipalité est constituée d'un seul district, siège du pouvoir municipal.

## Villes voisines
Princesa est voisine des municipalités (municípios) suivantes :
- Dionísio Cerqueira
- Guarujá do Sul
- São José do Cedro

La ville est également limitrophe de l'Argentine.